# Sun Ra
Sun Ra, født Herman Poole Blount (22. maj 1914 – 30. maj 1993) var en amerikansk pianist og jazzmusiker.
Sun Ra, der meget vel kan betegnes som jazzens mest mytiske og mystiske person, påstod selv, at han var ankommet til jorden fra planeten Saturn. Under alle omstændigheder hersker der en del usikkerhed om hans tidlige liv og karriere, men han var fra midten af 1930'erne aktiv på musikscenen i Chicago, hvor han i 1946 arbejdede som arrangør for sit tidligste forbillede, orkesterlederen Fletcher Henderson.
Efter at have spillet med blandt andre Coleman Hawkins og Stuff Smith, dannede han i begyndelsen af 1950'erne egen gruppe, der ved midten af årtiet var blevet til The Arkestra, et big band, som han siden stod i spidsen for, og som rummede en række 'trofaste' musikere, heriblandt saxofonisterne Pat Patrick og John Gilmore.
The Arkestra var klart påvirket af bebop og af arrangører som Duke Ellington og Tadd Dameron, men i begyndelsen af 1960'erne inddrog Sun Ra en lang række elementer af overraskende og eksperimenterende karakter. Der blev arbejdet med modale former og med fri improvisation samt med særegne instrument-sammensætninger og elektronik. Tilmed blev afrikansk musik, kultur og mysticisme uløseligt forbundet med orkestrets – både visuelle og auditive – udtryk.
Sun Ra skabte også et af de første musiker-ejede pladeselskaber, Saturn Records, der udsendte omkring 100 albums, hvoraf en del er blevet genudgivet på andre selskaber, mens de originale plader, der udkom i meget små oplag, er blevet samlerobjekter.
Fra 1970'erne arbejdede Sun Ra også med funk og med 'klassisk' big band jazz, der sammen med hans vidtfavnende synthesizer-spil og særegne fremtoning samt talrige andre spektakulære indslag gjorde The Arkestras koncerter til noget ganske unikt. Som solopianist viste Sun Ra påvirkning fra både Count Basie, Thelonious Monk og europæisk impressionisme.

## Udvalgt diskografi

### Albums
- 1957: Supersonic Jazz
- 1965: Heliocentric Worlds 2
- 1969: Atlantis (album)
- 1973: Space Is The Place